# Archiv Poslanecké sněmovny
Archiv Poslanecké sněmovny (dále jen Archiv PS) uchovává historické dokumenty spojené s československým a českým parlamentarismem od vzniku Československé republiky v roce 1918 do současnosti. Je veřejným specializovaným archivem a jeho činnost se řídí zákonem č. 499/2004 Sb., o archivnictví a spisové službě. Zřizovatelem Archivu je Kancelář Poslanecké sněmovny. V rámci její organizační struktury je společně s Parlamentní knihovnou součástí jednoho z jejích odborů.
Posláním archivu je péče, odborné zpracování a zpřístupnění archiválií československých a českých zákonodárných sborů. Spolupracuje s paměťovými a výzkumnými institucemi v České republice a v zahraničí. Věnuje se propagaci a osvětě v oblasti parlamentní historie pomocí exkurzí, výstav, edukační a publikační činnosti. Spolupořádá konference, pro odbornou i širokou veřejnost představuje historické publikace nejen s parlamentní tematikou. Od roku 2017 pořádá den otevřených dveří u příležitosti Mezinárodního dne archivů.
Služby archivu jsou k dispozici nejen poslancům, senátorům, zaměstnancům Kanceláře Poslanecké sněmovny, ale především badatelské veřejnosti. Badatelna archivu je pro veřejnost nově otevřena, od roku 2023, v expozituře Archivu Poslanecké sněmovny a Parlamentní knihovny v pražských Holešovicích na adrese Komunardů 1634/44, Praha 7.

## Historie Archivu PS

### Počátky archivu (1918–1939)
Archiv Poslanecké sněmovny má své kořeny v archivu Národního shromáždění, založeném v roce 1918. V lednu 1919, pod vedením Augustina Vrány, začal archiv evidovat, uchovávat a třídit písemnosti prvního zákonodárného sboru Československé republiky. Hlavním úkolem archivu byla indexace těsnopiseckých zpráv z plenárních a výborových schůzí Poslanecké sněmovny a Senátu, což usnadňovalo orientaci v uložených materiálech. Archiválie byly ukládány v sídelních budovách zastupitelských sborů, tj. v Thunovském paláci jako sídle Senátu a v Rudolfinu, coby sídle Poslanecké sněmovny. Archivní materiály z tohoto období jsou dnes uloženy v samostatných fondech podle volebních období.

### Temná léta (1939–1945)
S ukončením činnosti Národního shromáždění v roce 1939 byly utlumeny i aktivity archivu, včetně nuceného odchodu ředitele Augustina Vrány a většiny zaměstnanců. Definitivní konec přišel s likvidací sněmovní kanceláře v červenci roku 1942. Archivní fondy byly předány Archivu Ministerstva vnitra, část z nich byla uložena na Pražském hradě a další byly rozvezeny na různá místa v Protektorátu Čechy a Morava i zabraného území Sudet.  

### Poválečné období a doba nesvobody (1945–1989)
Po skončení druhé světové války začalo v říjnu 1945 zasedat Prozatímní Národní shromáždění a byl obnoven i archiv. V prosinci 1945 se jeho ředitelem stal František B. Soukup. Archiv se přestěhoval z Rudolfina do budovy bývalé Peněžní burzy na pražských Vinohradech. V roce 1946 byly navráceny historické fondy z kláštera Ročově a zámku Nový Bernštejn u Dubé. Struktura nově vznikajících fondů byla zachována podle volebních období.
V 60. letech vedla plánovaná přestavba budovy Národního shromáždění k dalšímu stěhování archivních fondů. Dočasně byly deponovány na zámku v Mníšku pod Brdy, část publikací a účetních dokladů v provizorním skladu v Praze 7 – Holešovicích a v hotelu vedle objektu Vinohradská 1. V roce 1968, v souvislosti se vznikem České národní rady, byl vytvořen i nový archiv České národní rady. Archiv Národního shromáždění byl transformován na archiv Federálního shromáždění. Archiválie České národní rady byly uloženy v budově v Praze 1, Sněmovní ul. 4 a v důsledku nedořešené prostorové situace též v dalších depotech na různých místech v Praze.

### Po rozpadu federace (1993–současnost)
Po rozpadu československé federace v dubnu 1993 vznikl Archiv Poslanecké sněmovny, který převzal práva a závazky archivu Federálního shromáždění ČSFR a navázal na činnost archivu České národní rady. Prostorová situace však neumožňovala umístění všech fondů v sídle Poslanecké sněmovny, a tak zůstalo detašované pracoviště v bývalé budově Federálního shromáždění. Archiválie Poslanecké sněmovny se po dokončení rekonstrukce sněmovních budov v roce 1996 přestěhovaly ze Sněmovní 4 do Sněmovní 1, kde byly zřízeny kanceláře, badatelna a kvalitní nový depozitář s pojízdnými regály. V souvislosti s předáním budovy Federálního shromáždění Národnímu muzeu byl v roce 2014 pro potřeby archivu pronajat depozitář v budově Archivu hlavního města Prahy v Praze 4 – Chodovec.

## Současnost a strategický rozvoj

### Výstavba nové budovy (2020–2023)
Roku 2016 byly v rámci organizační struktury Kanceláře Poslanecké sněmovny Parlamentní knihovna a Archiv Poslanecké sněmovny spojeny v jeden odbor. Společně začaly řešit dlouhodobý problém uložení svých fondů v prostorově dostatečném depozitáři. Proto Kancelář Poslanecké sněmovny začala od roku 2015 spolupracovat s Nejvyšším kontrolním úřadem (NKÚ) na realizaci stavby nového sídla NKÚ, v němž by Parlamentní knihovna i Archiv PS nalezly trvalé zázemí.
Stavba komplexu budov pro NKÚ byla zahájena v srpnu 2020 v pražských Holešovicích a byla dokončena na konci roku 2022. V druhé polovině roku 2023 byly vybaveny depozitáře archivu a knihovny regálovými systémy a přestěhovány fondy archivu (z depozitáře v Praze na Chodovci) a knihovny (z depozitářů v Měšicích) do nové budovy. Kromě depozitářů jsou prostory Archivu PS a Parlamentní knihovny vybaveny restaurátorským ateliérem, digitalizačním pracovištěm a prostornou badatelnou pro veřejnost.
Budova nového sídla NKÚ, Parlamentní knihovny a Archivu PS získala řadu ocenění. V soutěži Neplejtvák 2021 byla oceněna za „nejlepší počin ve veřejných zakázkách“. Umístila se na druhém místě mezinárodní soutěže inovativních veřejných zakázek, kterou každoročně pořádá evropská organizace Procura+ a zvítězila v 31. ročníku soutěže Nadace pro rozvoj architektury a stavitelství a získala titul Stavba roku 2023.

## Fond archivu
Archiv Poslanecké sněmovny uchovává historické dokumenty spojené s československým a českým parlamentarismem. Nejstarší fond, Revoluční Národní shromáždění, pochází z let 1918 až 1920. Archiv se vyvíjel spolu s legislativními změnami – od první republiky do období protektorátu, obnovu po roce 1945, federální éru až po vznik samostatné České republiky. Fondy jsou strukturovány podle volebních období, přičemž některé tematické fondy, například Poslanci a senátoři Národního a Federálního shromáždění, Volby prezidentů, jsou často využívány badateli. V současné době Archiv spravuje 61 archivních fondů s délkou přes 1100 bm. Zatím poslední 61. archivní fond obsahuje materiály z aktuálního volebního období.

### Cenné archiválie

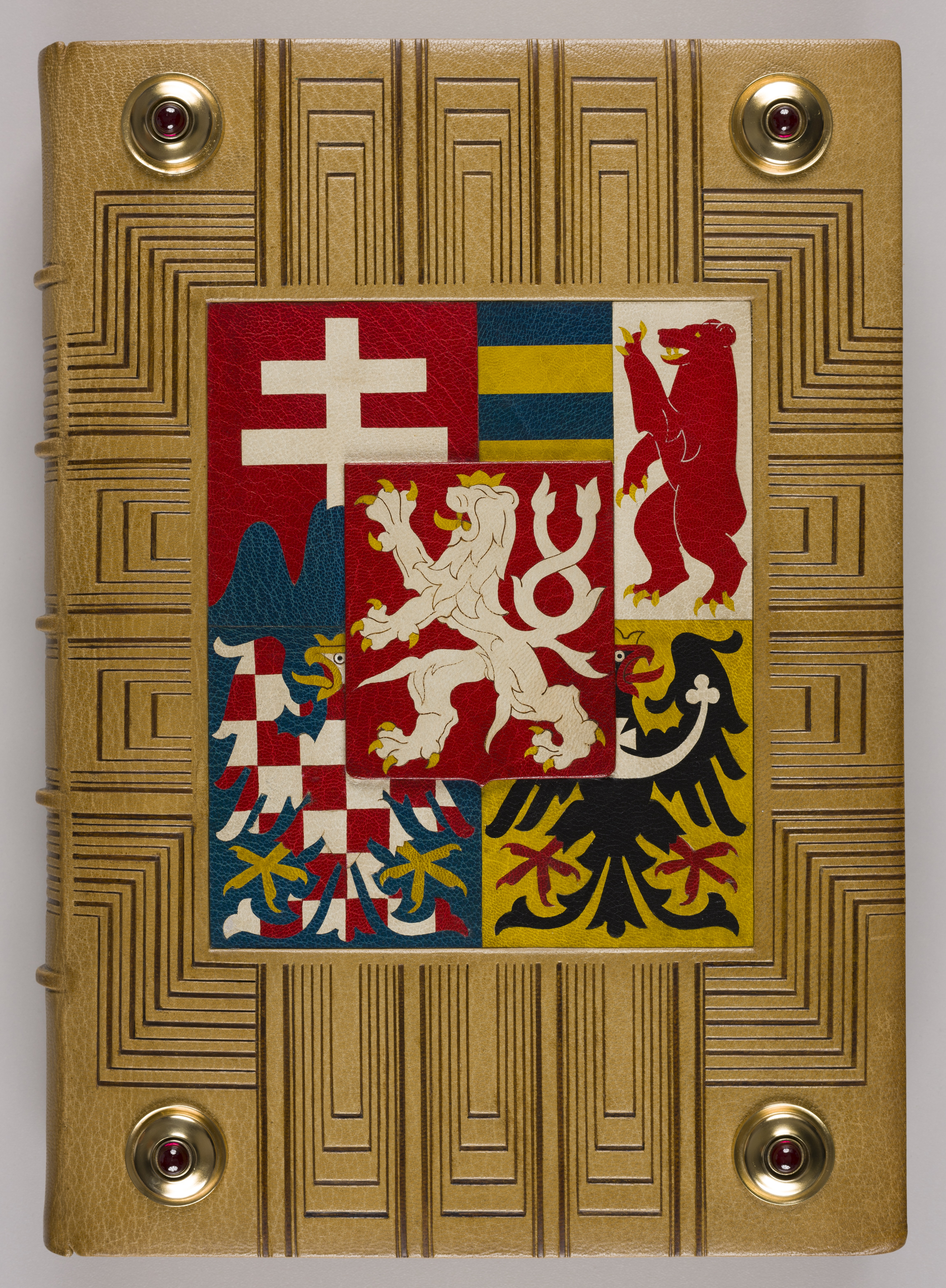
Slavnostní provedení Ústavy z roku 1920

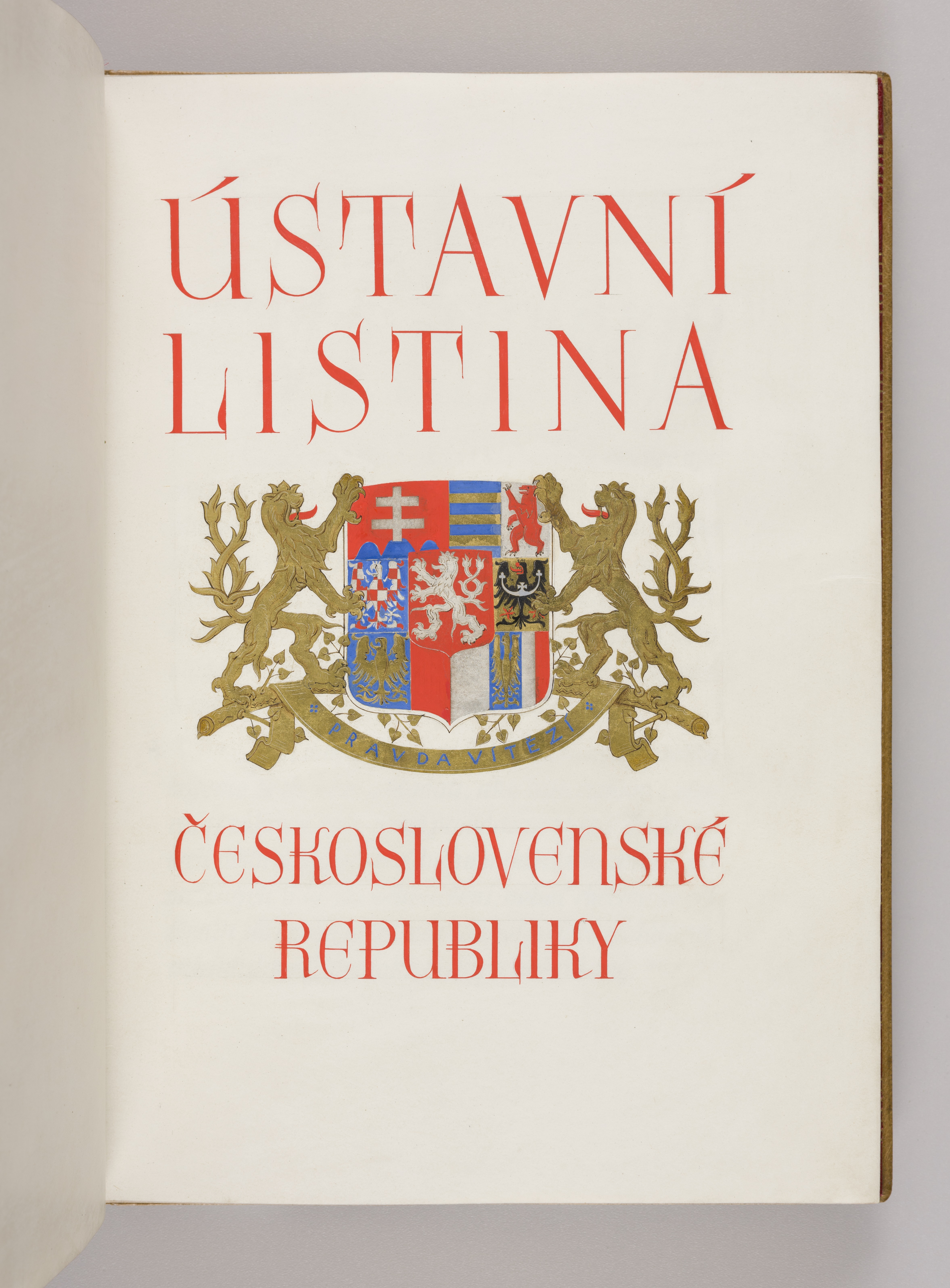
Slavnostní provedení Ústavy z roku 1920

Mezi nejcennější archiválie uložené ve fondech Archivu PS patří slavnostní provedení ústavy z roku 1920. Vázaný kodex s bohatě zdobenými deskami, jejichž hlavním motivem je velký československý státní znak, sloužil především při skládání slibu nově zvoleného československého prezidenta. Bohatě zlacené iluminace a rukopisný text na pergamenových listech tak doplňují i podpisy slibů tří hlav československého státu, a to Tomáše Garrigue Masaryka, Edvarda Beneše a Emila Háchy. Tato ústavní listina byla roku 1982 prohlášena archivní kulturní památkou a v roce 2019 kompletně zrestaurována. I ostatní české a československé ústavy se nachází ve fondech archivu. V roce 2024 získaly status archivní kulturní památky další historicky významné dokumenty, které mapují milníky československé historie od vzniku republiky až po její zánik. Patří mezi ně tzv. Orlandova adresa, významný dokument týkající se zahraničněpolitického uznání Československé republiky v roce 1918, soubor dokumentů ke vzniku ústavní listiny Československé republiky přijaté v roce 1920, Ústavní zákon o vzniku československé federace z roku 1968, dále Listina základních práv a svobod z roku 1991 a také zákon o zániku ČSFR z roku 1992.

## Digitální badatelna
Fondy Archivu PS jsou digitalizovány a postupně zpřístupňovány ke studiu v digitální badatelně. Při výběru archiválií k digitalizaci se zohledňuje především jejich stáří a četnost využívání. Nejžádanější dokumenty tak mohou badatelé studovat online, což nejen usnadňuje přístup k historickým materiálům, ale zároveň chrání originály před mechanickým poškozením.
Přepisy stenoprotokolů a sněmovních tisků lze studovat taktéž online v digitálním repozitáři. Nacházejí se zde prameny od počátku českého sněmovnictví.